# Richard Fromberg
Richard Fromberg, né le 28 avril 1970 à Ulverstone, est un ancien joueur australien de tennis professionnel. Il a gagné quatre tournois professionnels entre 1990 et 1997 et joué deux finales de Coupe Davis (1990 et 1993).

## Palmarès

### Titres en simple messieurs
| No | Date       | Nom et lieu du tournoi                | Catégorie    | Dotation  | Surface      | Finaliste       | Score         |  |
| -- | ---------- | ------------------------------------- | ------------ | --------- | ------------ | --------------- | ------------- |  |
| 1  | 21-05-1990 | Tournoi de tennis de Bologne, Bologne | World Series | 225 000 $ | Terre (ext.) | Marc Rosset     | 4-6, 6-4, 7-6 |  |
| 2  | 09-07-1990 | Swedish Open, Båstad                  | World Series | 225 000 $ | Terre (ext.) | Magnus Larsson  | 6-2, 7-6      |  |
| 3  | 31-12-1990 | BP Nationals, Wellington              | World Series | 150 000 $ | Dur (ext.)   | Lars Jonsson    | 6-1, 6-4, 6-4 |  |
| 4  | 22-09-1997 | Romanian Open, Bucarest               | World Series | 475 000 $ | Terre (ext.) | Andrea Gaudenzi | 6-1, 7-62     |  |

### Finales en simple messieurs
| No | Date       | Nom et lieu du tournoi                           | Catégorie    | Dotation  | Surface      | Vainqueur         | Score              |          |
| -- | ---------- | ------------------------------------------------ | ------------ | --------- | ------------ | ----------------- | ------------------ | -------- |
| 1  | 30-04-1990 | Epson Super Tennis Tournament, Singapour         | World Series | 225 000 $ | Dur (ext.)   | Kelly Jones       | 6-4, 2-6, 7-6      |          |
| 2  | 03-05-1993 | USTA Men's Clay Courts of Tampa, Tampa           | World Series | 235 000 $ | Terre (ext.) | Jaime Yzaga       | 6-4, 6-2           |          |
| 3  | 06-06-1994 | Torneo Internazionale Citta di Firenze, Florence | World Series | 288 750 $ | Terre (ext.) | Marcelo Filippini | 3-6, 6-3, 6-3      |          |
| 4  | 25-07-1994 | Dutch Open, Hilversum                            | World Series | 275 000 $ | Terre (ext.) | Karel Nováček     | 7-5, 6-4, 7-67     |          |
| 5  | 09-01-1995 | Peters New South Wales Open, Sydney              | World Series | 303 000 $ | Dur (ext.)   | Patrick McEnroe   | 6-2, 7-64          | Parcours |
| 6  | 12-01-1998 | Heineken Open, Auckland                          | Int' Series  | 315 000 $ | Dur (ext.)   | Marcelo Ríos      | 4-6, 6-4, 7-6      |          |
| 7  | 03-08-1998 | Grolsch Open, Amsterdam                          | Int' Series  | 475 000 $ | Terre (ext.) | Magnus Norman     | 6-3, 6-3, 2-6, 6-4 |          |

### Titres en double messieurs
| No | Date       | Nom et lieu du tournoi        | Catégorie    | Dotation  | Surface      | Partenaire    | Finalistes                           | Score         |  |
| -- | ---------- | ----------------------------- | ------------ | --------- | ------------ | ------------- | ------------------------------------ | ------------- |  |
| 1  | 20-08-1990 | OTB International Schenectady | World Series | 125 000 $ | Dur (ext.)   | Brad Pearce   | Brian Garrow Sven Salumaa            | 6-2, 3-6, 7-6 |  |
| 2  | 21-07-1997 | Generali Open Kitzbühel       | World Series | 500 000 $ | Terre (ext.) | Wayne Arthurs | Thomas Buchmayer Thomas Strengberger | 6-4, 6-3      |  |